# Station Radziwiłłów Mazowiecki
Station Radziwiłłów Mazowiecki is een spoorwegstation in de Poolse plaats Radziwiłłów.